# Håkan Hemlin
Göran Håkan Hemlin, född 28 maj 1969 i Heliga Trefaldighets församling i Gävle, är en svensk sångare.

## Biografi
Håkan Hemlin var den ena av två medlemmar i gruppen Nordman som hade sin storhetstid under 1990-talet. År 1998 upplöstes gruppen på grund av Hemlins drogmissbruk. 
Hemlin medverkade i Markoolios låt "Vilse i skogen" som blev listetta i Sverige 2003.
Efter rehabilitering återförenades han med Mats Wester, vilket 2005 resulterade i att gruppen återuppstod. År 2008 medverkade Hemlin och Wester för andra gången i Melodifestivalen, den här gången med låten "I lågornas sken". Den 5 februari 2008 gav Jessica Andersson ut en singel med Nordman. Låten hette "Längtan" och Andersson sjöng med Hemlin. Den 3 mars 2008, två dagar efter Melodifestivalen, gav Nordman ut låten "Djävul eller Gud" till alla radiostationer i Sverige.
Håkan Hemlin var under en tid sångare i gruppen Redline. Han har skivkontrakt med Ninetone Records och gav ut sin första singel hos dem, "Skenande tåg", i början av maj 2012. Ett gitarrbaserat rockalbum spelades in under sommaren 2012. Under sommaren 2022 deltog han i programmet Så mycket bättre.

## Övrigt
Hemlin är gift och har tre barn i ett tidigare äktenskap. Han är även aktiv i den ideella föreningen Finns liv finns hopp. Hans bror Ronny Hemlin var sångare i hårdrocksbandet Steel Attack och är numera sångare i Tad Morose.

## Diskografi (som soloartist)

### Album
- 2002 - Håkan Hemlin
- 2012 - Tåg som skenar

### Singlar
- 2002 - Om Gud finns
- 2002 - En helt ny dag
- 2012 - Skenande Tåg

## Diskografi med bandet Nordman

### Album
- 1994 - Nordman
- 1995 - Ingenmansland
- 1997 - Här och nu
- 2004 - Anno 2005
- 2008 - Djävul eller gud
- 2010 - Korsväg
- 2014 - Patina
- 2019 - Tänk om

### Singlar
- 1994 - Förlist
- 2008 - Du behöver

## Övriga skivor där Hemlin medverkat (utöver Nordman)

### Album
- 1997 - Kiss covered in Scandinavia (Kiss-covers av olika artister)
- 1999 - Live-CD 1999 (Blandade artister)
- 2011 - Shining - VII / Född Förlorare (Sång på "Tillsammans är vi allt")
- 2013 - Rastegar / Hemlin - Lev medans du kan!

### Singlar
- 1996 - Utopian konnektion Nme Within feat. Håkan Hemlin Dzynamite Records
- 2001 - En julsaga (Låten återfinns även på Ainbusk jul-album "I midvintertid: En jul på Gotland")
- 2003 - Vilse i skogen (Låten återfinns även på Markoolios album "I skuggan av mig själv)
- 2005 - Vad var det vi sa! tillsammans med Jakob Gordin
- 2007 - Livet som en värsting (Rastegar ft. Nordman)
- 2008 - Tills Jag Faller - Treasure Moment , Håkan Hemlin och Rastegar. Låten är Osläppt för tillfället. Finns på Youtube.com
- 2016 - Diztord, Vol. 12 (I Feel Just Fine), Diztord, Tina Gunnarsson, Mattias Ümit Yilbar Norgren och Håkan Hemlin
- 2021 - Storm med Esa Holopainens bänd, Silver Lake. Känd från Amorphis.